# Рэйхол, Бобби
Ро́берт Ву́дворд «Бо́бби» Рэ́йхол (англ. Robert "Bobby" Woodward Rahal; род. 10 января 1953, Медайна, Огайо, США) — американский автогонщик, пилот Формулы-1 и CART. Трёхкратный чемпион CART (1986, 1987, 1992), победитель гонки 500 миль Индианаполиса 1986 года. Владелец команды «Rahal Letterman Lanigan Racing», участвующей в серии IndyCar.

## Биография
С 1975 по 1977 год выступал в североамериканской «Формуле-Атлантик», в 1977 году стал вице-чемпионом серии. В 1978 году выступал в европейском чемпионате Формулы-3, дважды стартовал на североамериканских этапах чемпионата мира Формулы-1, выступая за команду «Вольф». В 1979-81 годах участвовал в гонках спортивных автомобилей, выиграл гонку «24 часа Дайтоны» 1981 года, стал бронзовым призёром чемпионата мира по автогонкам спортивных автомобилей 1981 года. В 1982 году дебютировал в чемпионате CART, выиграл две гонки и по итогам сезона завоевал звание «Новичок года». В 1986-87 годах дважды выигрывал чемпионат CART, а также одержал победу в гонке «500 миль Индианаполиса» 1986 года. В 1992 году в сотрудничестве с бизнесменом Карлом Хоганом выкупил команду CART «Патрик Рэйсинг», переименовал её в «Рэйхол Хоган» и в третий раз выиграл чемпионский титул CART, одержав четыре победы по ходу сезона. Выступал в гонках CART до 1998 года. В 2000 году некоторое время исполнял обязанности директора гоночной команды Формулы-1 «Ягуар», после чего вернулся к руководству собственной командой, выступающей в первенстве IRL.

## Результаты выступлений

### 500 миль Индианаполиса
| Год  | Шасси  | Двигатель      | Старт | Финиш |
| ---- | ------ | -------------- | ----- | ----- |
| 1982 | Марч   | Cosworth       | 17    | 11    |
| 1983 | Марч   | Cosworth       | 6     | 20    |
| 1984 | Марч   | Cosworth       | 18    | 7     |
| 1985 | Марч   | Cosworth       | 3     | 27    |
| 1986 | Марч   | Cosworth       | 4     | 1     |
| 1987 | Лола   | Cosworth       | 2     | 26    |
| 1988 | Лола   | Джадд          | 19    | 5     |
| 1989 | Лола   | Cosworth       | 7     | 26    |
| 1990 | Лола   | Шевроле        | 4     | 2     |
| 1991 | Лола   | Шевроле        | 4     | 19    |
| 1992 | Лола   | Шевроле        | 10    | 6     |
| 1993 | Рэйхол | Шевроле        | НКВ   | НКВ   |
| 1994 | Пенске | Илмор          | 28    | 3     |
| 1995 | Лола   | Илмор-Мерседес | 21    | 3     |

### Формула-1
| Год  | Команда            | Шасси    | Двигатель            | 1   | 2   | 3   | 4   | 5   | 6   | 7   | 8   | 9   | 10  | 11  | 12  | 13  | 14  | 15     | 16       | Место | Очки |
| ---- | ------------------ | -------- | -------------------- | --- | --- | --- | --- | --- | --- | --- | --- | --- | --- | --- | --- | --- | --- | ------ | -------- | ----- | ---- |
| 1978 | Walter Wolf Racing | Wolf WR5 | Ford Cosworth 3.0 V8 | АРГ | БРА | ЮАР | СШЗ | МОН | БЕЛ | ИСП | ШВЕ | ФРА | ВЕЛ | ГЕР | АВТ | НИД | ИТА | США 12 |          | -     | 0    |
| 1978 | Walter Wolf Racing | Wolf WR1 | Ford Cosworth 3.0 V8 |     |     |     |     |     |     |     |     |     |     |     |     |     |     |        | КАН Сход | -     | 0    |

### 24 часа Ле-Мана
| Год  | Команда                | Напарники                      | Автомобиль     | Класс | Круги | ОП | КП |
| ---- | ---------------------- | ------------------------------ | -------------- | ----- | ----- | -- | -- |
| 1980 | Dick Barbour Racing    | Боб Гарретсон Аллен Моффат     | Porsche 935 K3 | IMSA  | 134   | НФ | НФ |
| 1982 | Garretson Developments | Скитер Маккиттерик Джим Трумэн | March 82G      | C     | 28    | НФ | НФ |